# 荷兰数学和计算机科学研究学会
荷兰数学和计算机科学研究学会（荷蘭語：Centrum Wiskunde & Informatica，縮寫：CWI）的主要研究领域是数学和理论计算机科学。它是荷兰科学研究组织（NWO）的一部分，位于阿姆斯特丹科学园区。该研究所以Python编程语言的创始地而闻名。它是欧洲信息与数学研究联盟（ERCIM）的创始成员之一。

## 早期历史
该研究所由Johannes van der Corput，David van Dantzig，Jurjen Koksma，Hendrik Anthony Kramers，Marcel Minnaert和Jan Arnoldus Schouten于1946年创立。它最初被称为数学中心（荷兰语：Mathematisch Centrum）。早期的任务是开发数学预测模型来帮助荷兰的大型工程项目，比如Delta Works。在这个阶段，数学研究所还帮助设计了Fokker F27友谊飞机的机翼，在2006年被投票选为20世纪荷兰的最漂亮设计。
研究所关于计算机科学的部分在不久后发展起来。阿德里安·范·韦恩加登被认为是荷兰计算机科学（或信息学）的创始人，他担任该研究所所长近20年。Edsger Dijkstra早期对算法和形式化方法有影响力的工作大部分在CWI进行。第一台荷兰计算机Electrologica X1和Electrologica X8都是在这里设计的，而Electrologica是作为制造机器的衍生品而创造的。
1983年，研究所的名称改为CWI，以反映政府在荷兰发展计算机科学研究的努力。

## 研究近况
该研究所以其在运筹学，软件工程，信息处理以及生命科学和物流领域的数学应用等领域的工作而闻名。最近从CWI的研究成果的例子包括调度算法为荷兰铁路系统（开发荷兰铁路，是世界上最繁忙的铁路网络之一）和发展Python的吉多·范罗苏姆。Python从一开始就在Google搜索平台的开发中发挥了重要作用，随着系统的发展和演变，它一直在不断发展。[2]诸如SPSS等软件包使用的许多信息检索技术最初由CWI衍生品Data Distilleries开发
。
该研究所的工作获得了国家或国际研究奖项的认可，如Lanchester奖（由INFORMS每年颁发），Gödel奖（由ACM SIGACT授予）以及斯宾诺莎奖。其大多数高级研究人员在其他荷兰大学担任兼职教授，该研究所在其历史上拥有超过170名正式教授。在其历史上有170位教授。 CWI的几位研究人员被认定为荷兰皇家艺术与科学学院，欧洲学院的成员，或荷兰狮队勋章的成员。

## 欧洲互联网
CWI是欧洲互联网的早期用户。1988年11月17日，Piet Beertema在CWI成立了欧洲与NSFnet网络（后来发展为互联网）的第一个连接，cwi.nl是第一个发布的国别域名。
在阿姆斯特丹互联网交换中心（世界上最大的互联网交换中心之一，在成员和吞吐量交通方面）位于邻近SARA（早期CWI分拆）和NIKHEF机构。在万维网联盟的比荷卢三国（W3C）的办公室位于CWI

## 分拆
CWI已经展示了将其研究人员的工作放在社会上的持续努力，主要是通过与商业公司合作并创建分拆业务。2000年，CWI成立了“CWI Incubator BV”，一家致力于生产高科技分拆公司的专门公司。一些CWI衍生产品包括：
- 1956年：Electrologica，荷兰先锋电脑制造商。

- 1971：SARA，目前作为用于进行数据处理的活动中心阿姆斯特丹自由大学，阿姆斯特丹大学，和CWI。

- 1990年：由David Chaum创立的电子货币公司DigiCash。

- 1994年：NLnet，一个互联网服务提供商。

- 1994年：通用设计公司/ Satama阿姆斯特丹，一家设计公司，被LBi收购（当时是Lost Boys国际）。

- 1995年：Data Distilleries，开发面向信息检索的分析型数据库软件，最终成为SPSS的一部分，并被IBM收购。

- 1996年：Stichting Internet Domeinregistratie Nederland (SIDN) （页面存档备份，存于），即.nl顶级域名注册商。

- 2000年：Software Improvement Group（SIG），一家软件改进和遗留代码分析公司。

- 2008年：MonetDB，一家高科技数据库技术公司，MonetDB 专卖店的开发商。

- 2008年：Vectorwise，一家分析型数据库技术公司，与Ingres公司（现Actian）合作成立，并最终被该公司收购。

- 2010年：Spinque （页面存档备份，存于），一家为信息检索专家提供搜索技术的公司。

- 2013年：数据库服务公司MonetDB Solutions （页面存档备份，存于）。

- 2016年：Seita （页面存档备份，存于），一家为能源行业提供需求响应服务的技术公司。

## 程序与语言
- ABC (编程语言)
- ALGOL 60
- ALGOL 68
- Alma-0，一种多编程范型的计算机编程语言
- ASF+SDF Meta Environment, 编程语言规范和原型系统，IDE
- Cascading Style Sheets
- MonetDB
- NetHack
- Python编程语言
- RascalMPL,通用元编程语言
- RDFa
- SMIL
- van Wijngaarden语法
- XForms
- XHTML
- XML Events

## 知名人物
- Theo Bemelmans
- Piet Beertema
- Gerrit Blaauw（1816年–1824年任阿姆斯特丹市长）
- Hugo Brandt Corstius
- Andries Brouwer
- Harry Buhrman
- Ronald Cramer
- 艾茲赫爾·戴克斯特拉
- Peter van Emde Boas
- Richard D. Gill
- Dick Grune
- Martin L. Kersten
- Kees Koster
- Monique Laurent
- Jan Karel Lenstra
- Barry Mailloux
- Lambert Meertens
- Rob Mokken
- Steven Pemberton
- Herman te Riele
- 吉多·范羅蘇姆
- Alexander Schrijver
- Jan H. van Schuppen
- Paul Vitanyi
- Marc Voorhoeve
- 阿德里安·范·韦恩加登